# Hospital Adventista de Manaus
O Hospital Adventista de Manaus é uma Entidade filantrópica e faz parte das instituições de saúde da Igreja Adventista do Sétimo Dia. Está localizado no Distrito Industrial de Manaus
Endereço: 
Av. Gov. Danilo Areosa, 139, Distrito Industrial - Manaus / AM

## História
O Hospital Adventista de Manaus foi idealizado pelo casal norte-americano Leo e Jessie Halliwell que prestaram, por muitos anos, assistência aos ribeirinhos na região amazônica. O casal Leo e Jessie Halliwell visavam a necessidade local e motivados pelo desejo de, através da medicina, difundir suas crenças religiosas às pessoas, fundou, em 1976, a Clínica Adventista de Manaus. Sob a direção do médico Raymond Ermshar, a clínica funcionava na rua Belém, 520, no bairro Cachoeirinha em Manaus. Em prédio alugado que após adaptação passou a ter quatro apartamentos. Apesar de algumas limitações técnicas, a clínica teve destaque na região pelo reconhecido padrão de atendimento. 
Em 1986 já conhecido como Hospital Adventista de Manaus, possuía 13 apartamentos, sete consultórios médicos, posto de coleta para exames laboratoriais. Nesse mesmo ano se iniciava a construção das novas instalações no Distrito Industrial sob a coordenação da União Norte Brasileira da Igreja Adventista do Sétimo Dia. Inaugurado em 18 de novembro de 1986, o HAM (como é conhecido) iniciou os trabalhos nas novas instalações em 08 de janeiro de 1990. 
Em 1992 foi implantada como parte do projeto a escola de enfermagem. Pouco depois, em 1995, houve nova reestruturação, e a montagem do Centro de Tratamento Intensivo (CTI). "

## Especialidades médicas
Encontra-se no  hospital as seguintes especialidades médicas:
| - Alergologia - Anestesiologia - Angiologia - Cardiologia - Cirurgia bariátrica | - Cirurgia bucomaxilofacial - Cirurgia de cabeça e pescoço - Cirurgia cardiovascular - Cirurgia geral - Cirurgia plástica |  |